# Ruizi
Der Ruizi (Rwizi) ist ein Fluss im Südwesten Ugandas.

## Verlauf
Der Fluss entspringt bei Katenga, in den Buhweju Hügeln im Distrikt Buhweju. Er fließt zunächst in südsüdwestliche Richtung. Nach etwa 40 km knickt er scharf nach Osten ab. In seinem weiteren Verlauf beschreibt er einen leichten Bogen nach Norden. Der Ruizi mündet in die Koki-Seen.

## Hydrometrie
Die Abflussmenge des Ruizi wurde am Pegel Mbarara kurz vor der Mündung über die Jahre 1976 bis 1978 in m³/s gemessen.

## Ökologie
Am Ruizi wird Gold geschürft. Entsprechend ist das Gewässer partiell mit Schwermetallen belastet. Darüber hinaus ist der Fluss stark mit häuslichem Unrat verschmutzt.

## Flussgeschichte

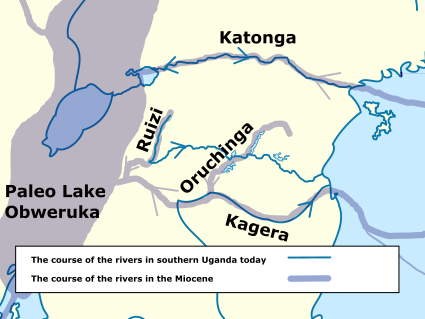
Der Verlauf der Flüsse in Süduganda im späten Miozän und heute

Es wird angenommen, dass das Gebiet des heutigen Viktoriasees ursprünglich nach Westen in den Kongo entwässerte. Bei der Entstehung des Ostafrikanischen Grabenbruchs wurden die Ränder der Bruchkanten angehoben und es entstand ein Becken das heute mit Wasser gefüllt ist. Ein Indiz für diese Theorie ist der Verlauf des Flusses Katonga, in dessen Flussbett sich mittlerweile eine neue Wasserscheide gebildet hat und er nun nach Westen in den Georgsee und nach Osten in den Viktoriasee entwässert. Vergleichbares lässt sich auch an den Koki-Seen beobachten, die bei Hochwasser immer noch nach Westen in den Kagera abfließen. Ein weiteres Beispiel ist der Verlauf der beiden Flüsse Nkusi (Albertsee) und Kafu (Kyogasee). Auch der Kagera und der Ruizi haben bei diesem Prozess ihre Fließrichtung umgedreht.